# 良山镇
良山镇，是中华人民共和国江西省新余市渝水区下辖的一个乡镇级行政单位。

## 行政区划
良山镇下辖以下地区：
良山社区、周宇村、黄虎村、舍山村、鹊桥村、八百桥村、白沙村、敖家村、庄头村、夏莲村和下保村。